# Leppneeme
Leppneeme es una localidad situada en el municipio de Viimsi, en el condado de Harju, Estonia. Tiene una población estimada, en 2021, de 619 habitantes.
Está ubicada en el centro-norte del condado, a poca distancia al norte de Tallin y junto a la costa del golfo de Finlandia (mar Báltico).